# アリ・カヤ
アリ・カヤ（Ali Kaya、1994年4月20日 - ）は、ケニア生まれのトルコの陸上競技選手。専門は長距離走で5000 mと10000 mに出場している。2013年のヨーロッパジュニア陸上競技選手権大会にてヨーロッパジュニア記録を樹立した。
スタンリー・キプロティチ・ムッケ（Stanley Kiprotich Mukche）としてケニアのリフトバレー州ウアシンギシュ県エルドレットで生誕した。2010年にトルコへ引っ越し、トルコ名のアリ・カヤを取得した。2013年にトルコに帰化し、同年6月20日にトルコ代表として国際大会に出場する資格を得た。
イタリア・リエーティで開かれた2013年ヨーロッパジュニア陸上競技選手権大会において、5000 mと10000 mで2つの金メダルを獲得した。10000 mでは28分31秒16のトルコ新記録を達成した。このレースの後、表彰式に出席せず、ケニアに帰ってしまうというスキャンダルを引き起こした。トルコ陸上競技連盟によると、カヤは彼と同じくケニア出身でトルコ国籍を取得したイルハム・タヌイ・オズビランと一緒に4日間のケニアでのトレーニングをするために国に戻ったという。表彰台にはカヤの代わりに別のトルコ選手が立った。
インドネシアのパレンバンで開かれたイスラム圏競技大会において、5000 mで銀メダル、10000 mで金メダルを獲得した。
スイス・チューリッヒで開かれた2014年ヨーロッパ陸上競技選手権大会において、ロンドン五輪オリンピックで2冠を達成したモハメド・ファラーと10000mで対決し、0秒51の差という接戦の末、銅メダルを獲得した。この活躍によりヨーロッパ選手権史上、最も若いメダリストとなった。 

## 主な成績
| 年   | 大会                             | 会場                   | 結果 | 種目           | 補足            |
| ---- | -------------------------------- | ---------------------- | ---- | -------------- | --------------- |
| 2013 | ヨーロッパジュニア選手権         | イタリアリエーティ     | 1位  | 5000 m         | 13:49.76        |
| 2013 | ヨーロッパジュニア選手権         | イタリアリエーティ     | 1位  | 10000 m        | 28:31.16 CR,NJR |
| 2013 | イスラム圏競技大会               | インドネシアパレンバン | 2位  | 5000 m         | 14:04.59        |
| 2013 | イスラム圏競技大会               | インドネシアパレンバン | 1位  | 10000 m        | 29:36.64        |
| 2013 | ヨーロッパクロスカントリー選手権 | セルビアベオグラード   | 1位  | ジュニアレース | 17:49           |
| 2014 | ヨーロッパ選手権                 | スイスチューリッヒ     | 3位  | 10000m         | 28:08.72 PB     |

| NJR 国家ジュニア記録